# Воля-Добростанская
Воля-Добростанская (укр. Воля-Добростанська) — село в Новояворовской городской общине Яворовского района Львовской области Украины.
Население по переписи 2001 года составляло 527 человек. Занимает площадь 9,99 км². Почтовый индекс — 81091. Телефонный код — 3259.